# Girls Educational and Mentoring Services
Girl Educational and Mentoring Servicis (GEMS) , en español ‘Servicios de Educación y Orientación para Chicas’ , es una organización sin ánimo de lucro que ofrece servicios a niñas víctimas de la explotación sexual y a mujeres que han sido víctimas de tráfico y explotación por parte de los traficantes y los proxenetas, normalmente siendo menores. La organización se encuentra en Harlem, Nueva York, el cual es uno de los lugares más comunes de tráfico y explotación infantil. El trabajo de GEMS se muestra en el documental de 2007 “Very Young Girls”. En 2007, su fundadora, Rachel Lloyd, escribió su autobiografía, titulada “Girls like Us” (‘Chicas como nosotras’), en la cual presenta su pasado como prostituta y sus esfuerzos para crear GEMS.

## Organizational background
GEMS fue fundada por Rachel Lloyd en 1998, la cual continua prestando su servicio a la organización como directora ejecutiva. La organización ha ayudado a centenares de chicas a salir de la industria del sexo y poder rehacer sus vidas. También hicieron presión para que se aprobara la ley “Safe Harbor Act for Sexually Exploited Yough” (‘Puerto seguro para las jóvenes sexualmente explotadas’) que dispone que las chicas menores de 16 años que son arrestadas en Nueva York por prostitución serán tratadas como víctimas y no como criminales, que es como se había hecho hasta el momento. En setiembre del 2008, el proyecto de ley pasó a ser ley.